# Fanny Hangunyu
Fanny Hangunyu – zambijski piłkarz grający na pozycji napastnika. W swojej karierze grał w reprezentacji Zambii.

## Kariera klubowa
W swojej karierze piłkarskiej Hangunyu grał w klubie Red Arrows FC.

## Kariera reprezentacyjna
W reprezentacji Zambii Hangunyu zadebiutował w 1982 roku. W tym samym roku powołano go do kadry na Puchar Narodów Afryki 1982. Zagrał na nim w czterech meczach: grupowych z Algierią (0:1) i z Nigerią (3:0) oraz półfinałowym z Libią (1:2). Z Zambią zajął 3. miejsce w tym turnieju. W kadrze narodowej grał do 1985 roku.